# 자이언트두더지땃쥐
자이언트두더지땃쥐(Anourosorex schmidi)는 붉은이땃쥐아과에 속하는 땃쥐류의 일종이다. 부탄과 인도의 히말라야 남동부 경사면을 따라 분포한다.